# Татен, Робер
Робе́р Тате́н (фр. Robert Tatin; 9 января 1902, Лаваль — 6 декабря 1983, Коссе-лё-Вивьен, департамент Майен) — французский скульптор, представитель ар брют.

## Биография
В школе практически не учился, был разнорабочим. В 1918—1922 годах жил в Париже, посещал Бато-Лавуар. В 1930 году основал строительную фирму, весьма успешную. Постоянно путешествовал, в 1950—1955 годах жил в Бразилии, объехал Уругвай, Аргентину, Чили.
После 1945 года стал заниматься живописью и скульптурой. Был знаком с Превером, Кокто, Бретоном, Пикассо, Джакометти, Дюбюффе, Жан, Шагалом.

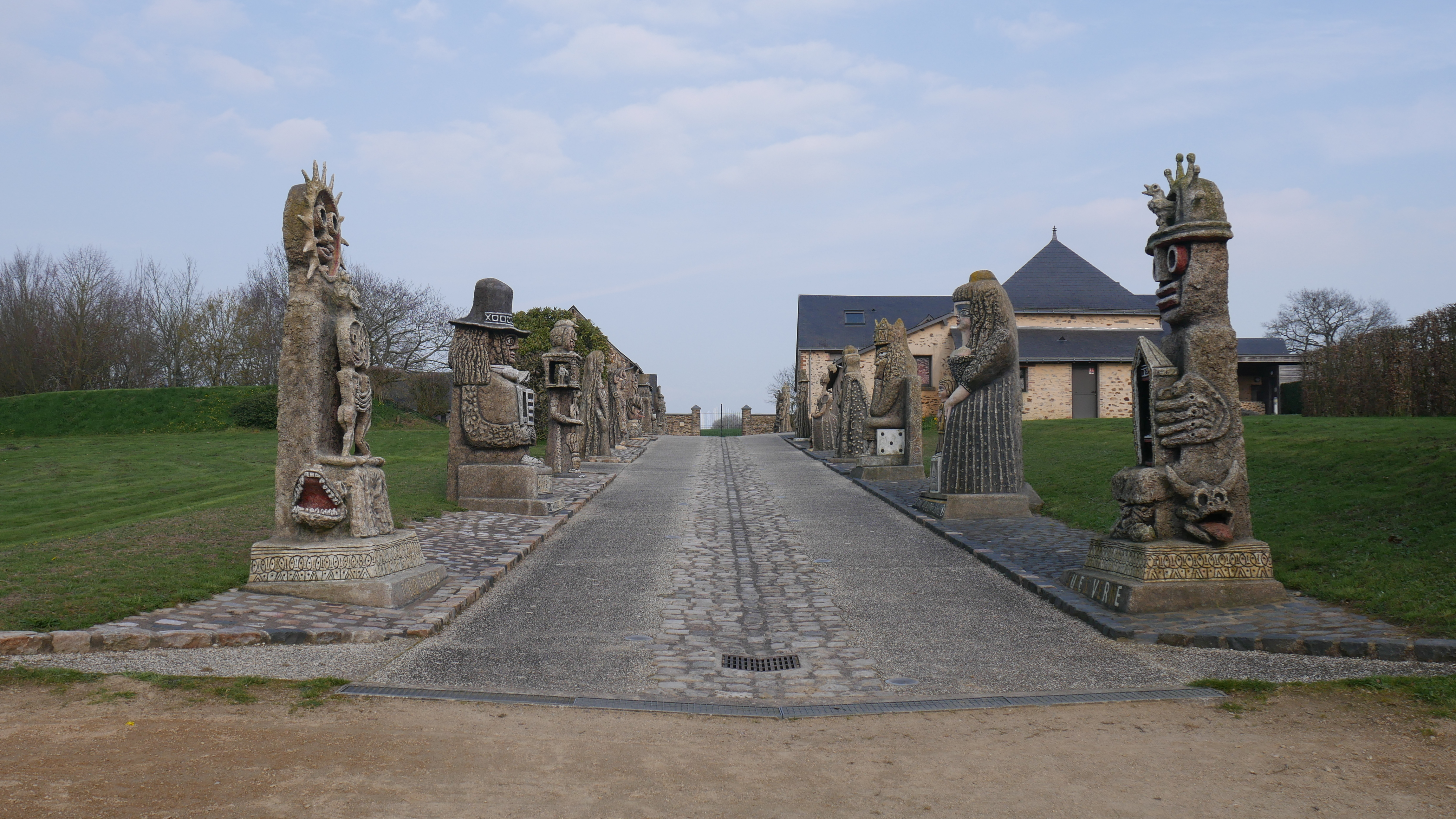
Аллея гигантов

С 1962 года жил с женой в Коссе-лё-Вивьен, год за годом создавая гигантский собственный музей. Вдохновлялся искусством средневековых соборов Европы, традиционной культурой Латинской Америки.
С 1967 года о Музее Татена снято несколько фильмов, в 1969 году он получил официальный статус. Музейное пространство включает Амбар (зал для временных экспозиций), Аллею Гигантов (19 статуй от Жанны д’Арк до короля Убю), Крепость, Поле Изваяний и др.

## Признание
Золотая медаль биеннале в Сан-Паулу (1956), Первая премия художественной критики (Париж, 1961).